# Rúni Brattaberg

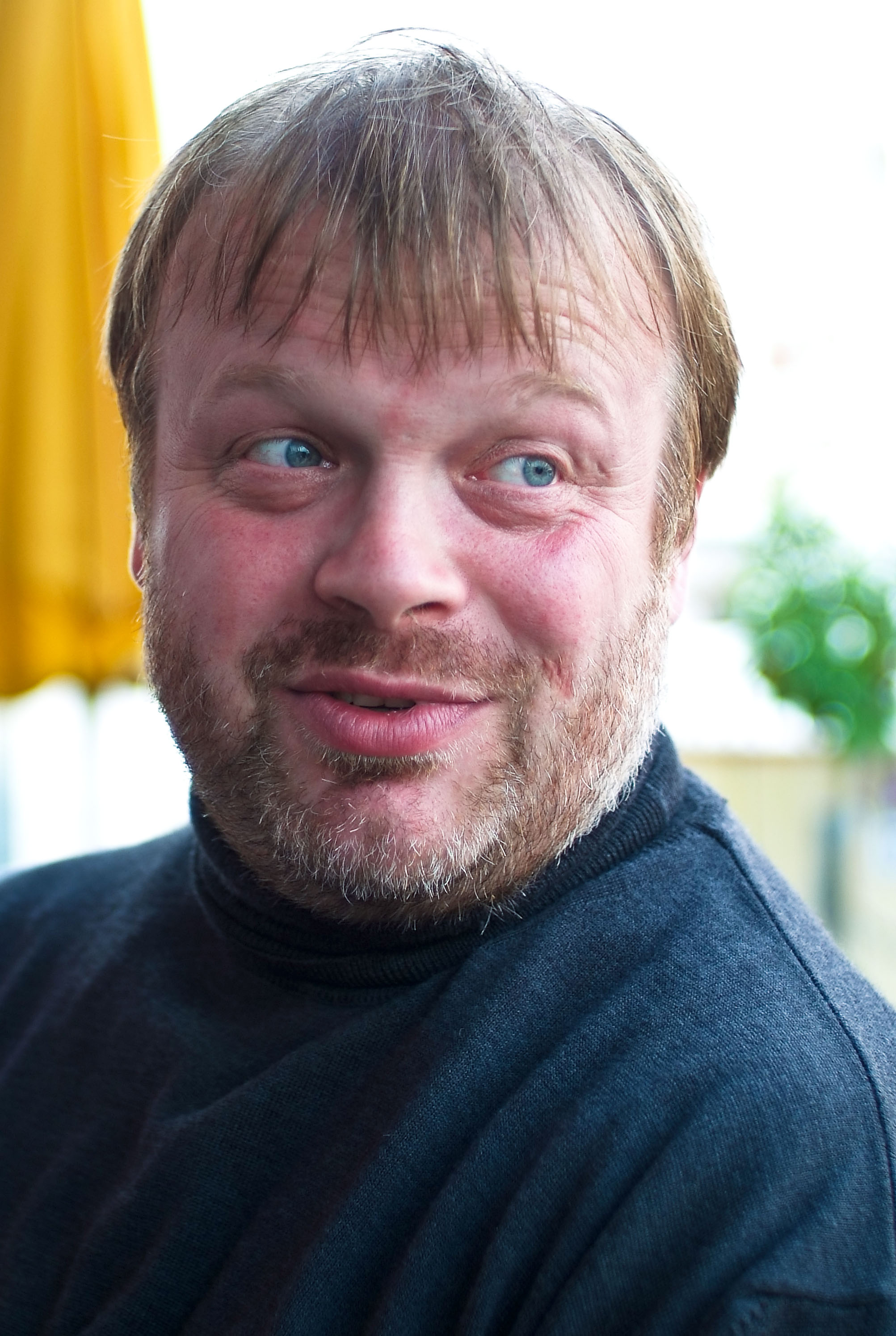
Rúni Brattaberg.

Rúni Brattaberg (1966) is een Faeröerse operazanger.
Rúni is een zoon van Árni en Karin Brattaberg, uit de plaats Vágur op Suðuroy, Faeröer. Hij is getrouwd met de Duitse operazangeres Susanne Brattaberg-Jacoby.
Hij is tot operazanger opgeleid aan de Finse Sibeliusacademie, en heeft privéonderricht gekregen van Elisabeth Schwarzkopf in Helsinki en van Ventzeslav Katsarov uit Bulgarije.
- 1991–1994 Fotografieopleiding (zie onder);
- 1999–2000 Aanstelling bij de internationale operastudio Zürich;
- 2001–2002 Bassolist in het Staatstheater in het Duitse Mainz ;
- 2002 Heeft het Faeröerse volkslied gezongen bij het EK voetbal toen de Faeröereilanden in Hannover uitkwamen tegen Duitsland;
- 2004 De componist Gavin Bryars heeft speciaal voor Brattaberg twee stukken voor koor en solo-bas geschreven, die in november in Londen in première gingen;
- 2005-2006 Bassolist in het Stadttheater van Bern en gastoptredens in het stedelijk theater van Stara Zagora in Bulgarije en van Ústí nad Labem in Tsjechië.

## Operarollen
- Daland in Der fliegende Holländer,
- Basilio in Il Barbiere di Siviglia

## Cd's
- Gezangen van Sibelius, Schubert en Mussorgsky
- Mikko Heiniö: The Knight and the Dragon door Curt Appelgren, Rúni Brattaberg, Mikko Heiniö, en Ulf Söderblom
- Brotið door Rúni Brattaberg, Regin Dahl, Modest Mussorgsky, en Sunleif Rasmussen

## Postzegelsnaar foto's van Runi Brattaberg

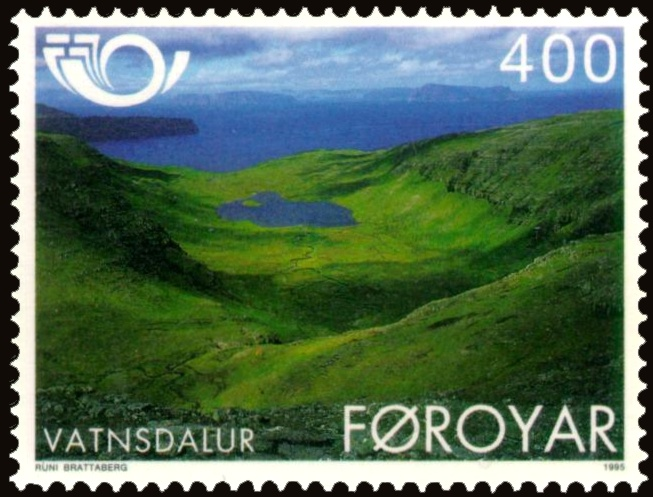
FR 268: Vatnsdalur; postzegel 1995
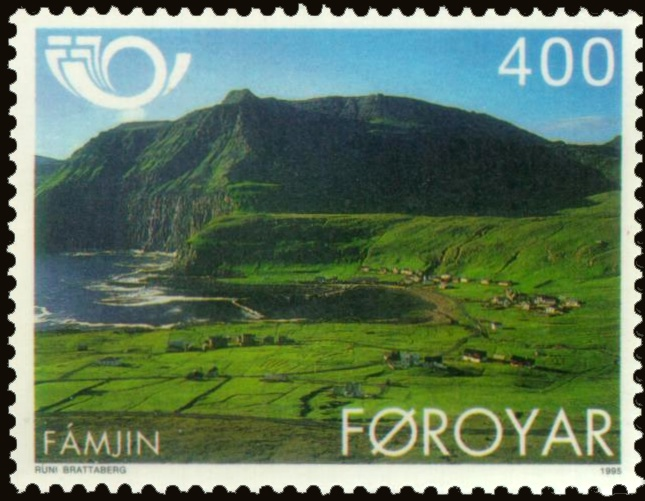
FR 269: Fámjin

- Gemeinsame Normdatei: 1048414094
- International Standard Name Identifier: 0000 0001 3177 7646
- Library of Congress Control Number: no2002065677
- MusicBrainz: 4a2b1c30-a678-4091-84da-b1dc055df194
- Nationale Bibliotheek van Israël: 987007314805905171
- Virtual International Authority File: 56283406
- WorldCat: E39PBJw4ycv84t3c7FjKJMBQMP